# Alcyonidium argyllaceum
Alcyonidium argyllaceum is een mosdiertjessoort uit de familie van de Alcyonidiidae. De wetenschappelijke naam van de soort is voor het eerst geldig gepubliceerd in 1971 door Castric-Fey.